# Niculițel
Niculițel es una comuna ubicada en el distrito de Tulcea, Rumania.

## Superficie
Posee una superficie de 93,67 kilómetros cuadrados.

## Demografía
Hasta 2021 la población era de 3774 habitantes, con una densidad de población de 40,29 habitantes por kilómetro cuadrado.